# Egglescliffe
Egglescliffe (niet te verwarren met het nabijgelegen Eaglescliffe) is een civil parish in het bestuurlijke gebied Stockton-on-Tees, in het Engelse graafschap Durham met 8559 inwoners.